# Trap street
Pour l’article homonyme, voir Trap Street (film).
Trap street (que l'on peut traduire par « rue-piège ») est un terme anglais qui désigne un élément cartographique fictif dessiné sur une carte routière dans le but de se protéger des violations de droit d'auteur : si la carte d'un concurrent inclut cet élément qui ne correspond à aucune réalité sur le terrain, l'ayant-droit peut espérer facilement démontrer que sa carte a été copiée. Toutes les cartes se prêtent à des modifications délibérées qui ne causent le plus souvent qu'un désagrément mineur chez le consommateur. Ce genre de modifications est plus généralement qualifié de copyright trap.
L'efficacité de la mesure sur un plan juridique est variable, la jurisprudence américaine considérant par exemple que les faits ne sont pas soumis au copyright.
En 2001, The Automobile Association, société d'assurance britannique, a versé 20 000 000 £ pour mettre fin à des poursuites judiciaires sous l'accusation d'avoir recopié des cartes de l'Ordnance Survey. Ce n'était pas à proprement parler des éléments imaginaires (jugés trop trompeurs pour l'usager) mais plutôt de discrètes particularités stylistiques, comme la largeur du dessin des rues, qui avaient permis de démasquer le plagiat.